# Youssef Skhayri
Youssef Skhayri (* 13. September 1991 in Sätra, Stockholm) ist ein schwedischer Musikproduzent und Kinderdarsteller. Er hatte die Hauptrolle in dem Film Ett öga rött von Jonas Hassen Khemiri. Skhayri, der marokkanischer Herkunft ist, ist im Stockholmer Vorort Sätra geboren und aufgewachsen, wohnt jedoch in Tetouan in Marokko.